# (12580) Antonini
(12580) Antonini ist ein Asteroid des Hauptgürtels, der am 8. September 1999 vom französischen Astronomen Laurent Bernasconi am Observatorium in St. Michel sur Meurthe (IAU-Code 164) im Kanton Saint-Dié-des-Vosges-Ouest entdeckt wurde.
Der Asteroid wurde am 26. Juli 2000 nach dem französischen Amateurastronomen Pierre Antonini benannt.